# Лаура Аррая
Лаура Аррая (ісп. Laura Arraya, нар. 12 січня 1964) — колишня перуанська тенісистка. 
Виступала також під своїм шлюбним прізвищем Гільдемейстер.
Здобула чотири одиночні та один парний титул туру WTA.
Найвищу одиночну позицію світового рейтингу — 14 місце досягнула 12 березня 1990, парну — 27 місце — 28 березня 1988 року.
Завершила кар'єру 1993 року.

## Фінали Туру WTA

### Одиночний розряд: 10 (4–6)
| Перемога — Легенда                 |
| ---------------------------------- |
| Турніри Великого шолома (0–0)      |
| Турніри WTA Tour (0–0)             |
| Tier I (0–0)                       |
| Tier II (0–0)                      |
| Tier III (0–1)                     |
| Tier IV (1–1)                      |
| Tier V (1–0)                       |
| Virginia Slims, Avon, Others (2–4) |

| Титули за покриттям |
| ------------------- |
| Тверде (3–2)        |
| Трава (0–0)         |
| Ґрунт (1–3)         |
| Килим (0–1)         |

| Результат | Ранг | Дата            | Турнір             | Покриття  | Опонент             | Рахунок       |
| --------- | ---- | --------------- | ------------------ | --------- | ------------------- | ------------- |
| Перемога  | 1.   | 18 жовтня 1982  | Japan Open (теніс) | Тверде    | Пілар Васкес        | 3–6, 6–4, 6–0 |
| Поразка   | 1.   | 11 липня 1983   | Freiburg           | Ґрунт     | Катрін Танв'є       | 4–6, 5–7      |
| Поразка   | 2.   | 10 жовтня 1983  | Токіо              | Тверде    | Ліса Бондер         | 1–6, 3–6      |
| Перемога  | 2.   | 2 квітня 1984   | Miami Classic 1984 | Ґрунт     | Петра Губер         | 6–3, 6–3      |
| Поразка   | 3.   | 23 квітня 1984  | Орландо            | Ґрунт     | Мартіна Навратілова | 0–6, 1–6      |
| Поразка   | 4.   | 18 березня 1985 | Сан-Паулу          | Ґрунт     | Мерседес Пас        | 7–5, 1–6, 4–6 |
| Перемога  | 3.   | 24 липня 1989   | Скенектаді         | Тверде    | Маріанн Вердел      | 6–4, 6–3      |
| Перемога  | 4.   | 23 жовтня 1989  | Сан-Хуан           | Тверде    | Джиджі Фернандес    | 6–1, 6–2      |
| Поразка   | 5.   | 6 серпня 1990   | Альбукерке         | Тверде    | Яна Новотна         | 4–6, 4–6      |
| Поразка   | 6.   | 3 лютого 1992   | Osaka              | Килим (I) | Гелена Сукова       | 2–6, 6–4, 1–6 |

### Парний розряд: 10 (1–9)
| Перемога — Легенда            |
| ----------------------------- |
| Турніри Великого шолома (0–0) |
| Турніри WTA Tour (0–0)        |
| Tier I (0–0)                  |
| Tier II (0–1)                 |
| Tier III (0–1)                |
| Tier IV (0–1)                 |
| Tier V (0–0)                  |
| Virginia Slims (1–6)          |

| Титули за покриттям |
| ------------------- |
| Тверде (0–4)        |
| Трава (0–0)         |
| Ґрунт (1–5)         |
| Килим (0–0)         |

| Результат | Ранг | Дата             | Турнір             | Покриття | Партнер           | Опоненти                                 | Рахунок            |
| --------- | ---- | ---------------- | ------------------ | -------- | ----------------- | ---------------------------------------- | ------------------ |
| Поразка   | 1.   | 25 березня 1985  | Palm Beach Gardens | Ґрунт    | Габріела Сабатіні | Джоанн Расселл Енн Сміт                  | 6–1, 1–6, 6–7(4–7) |
| Поразка   | 2.   | 14 жовтня 1985   | Japan Open (теніс) | Тверде   | Бет Герр          | Белінда Кордвелл Джулі Річардсон         | 4–6, 4–6           |
| Поразка   | 3.   | 4 листопада 1985 | Eckerd Open        | Тверде   | Ліса Бондер       | Карлінг Бассетт-Сегусо Габріела Сабатіні | 0–6, 0–6           |
| Поразка   | 4.   | 21 квітня 1986   | Айл-оф-Палмс       | Ґрунт    | Marcela Skuherská | Сандра Чеккіні Сабрина Голеш             | 6–4, 0–6, 3–6      |
| Поразка   | 5.   | 8 грудня 1986    | Сан-Паулу          | Ґрунт    | Петра Губер       | Ніжі Діас Патрісія Медрадо               | 6–4, 4–6, 6–7(6–8) |
| Перемога  | 1.   | 30 березня 1987  | Айл-оф-Палмс       | Ґрунт    | Тіна Шоєр-Ларсен  | Мерседес Пас Кенді Рейнолдс              | 6–4, 6–4           |
| Поразка   | 6.   | 18 травня 1987   | WTA Swiss Open     | Ґрунт    | Катрін Танв'є     | Бетсі Нагелсен Елізабет Смайлі           | 6–4, 4–6, 3–6      |
| Поразка   | 7.   | 14 серпня 1989   | Мава               | Тверде   | Луїс Аллен        | Штеффі Граф Пем Шрайвер                  | 2–6, 4–6           |
| Поразка   | 8.   | 16 квітня 1990   | Eckerd Open        | Ґрунт    | Сандра Чеккіні    | Мерседес Пас Аранча Санчес Вікаріо       | 2–6, 0–6           |
| Поразка   | 9.   | 16 вересня 1991  | Токіо              | Тверде   | Керрі Каннінгем   | Мері Джо Фернандес Пем Шрайвер           | 3–6, 3–6           |

## Виступи в одиночних турнірах Великого шолома
| Турнір                                 | 1981  | 1982  | 1983  | 1984  | 1985  | 1986  | 1987  | 1988  | 1989  | 1990  | 1991  | 1992  | 1993  | Career SR |
| -------------------------------------- | ----- | ----- | ----- | ----- | ----- | ----- | ----- | ----- | ----- | ----- | ----- | ----- | ----- | --------- |
| Відкритий чемпіонат Австралії з тенісу |       |       |       |       |       | NH    |       |       |       |       | 2р    | 2р    | 2р    | 0 / 3     |
| Відкритий чемпіонат Франції з тенісу   |       | 1р    | 1р    | 2р    | 2р    | 2р    | 1р    |       | 2р    | 2р    | 2р    | 1р    | 3р    | 0 / 11    |
| Вімблдонський турнір                   |       |       |       | 1р    |       | 1р    | 3р    |       | 3р    | 3р    | ЧФ    | 3р    | 1р    | 0 / 8     |
| Відкритий чемпіонат США з тенісу       | 1р    | 2р    | 2р    | 1р    | 1р    | 2р    | 2р    |       | 2р    | 3р    | 2р    | 2р    | 1р    | 0 / 12    |
| SR                                     | 0 / 1 | 0 / 2 | 0 / 2 | 0 / 3 | 0 / 2 | 0 / 3 | 0 / 3 | 0 / 0 | 0 / 3 | 0 / 3 | 0 / 4 | 0 / 4 | 0 / 4 | 0 / 34    |
| Рейтинг на кінець року                 | 116   | 69    | 51    | 34    | 63    | 33    | 45    | NR    | 19    | 21    | 24    | 45    | 71    |           |